# U-270 (tàu ngầm Đức)
U-270 là một tàu ngầm tấn công  Lớp Type VII thuộc phân lớp Type VIIC được Hải quân Đức Quốc Xã chế tạo trong Chiến tranh Thế giới thứ hai. Nhập biên chế năm 1942, nó đã thực hiện được sáu chuyến tuần tra và gây tổn thất toàn bộ cho một tàu chiến với tải trọng 1.370 tấn. Trong chuyến tuần tra cuối cùng trong Đại Tây Dương, U-270 bị một thủy phi cơ  Short Sunderland của Australia đánh chìm trong vịnh Biscay vào ngày 13 tháng 8, 1944.

## Thiết kế và chế tạo

### Thiết kế

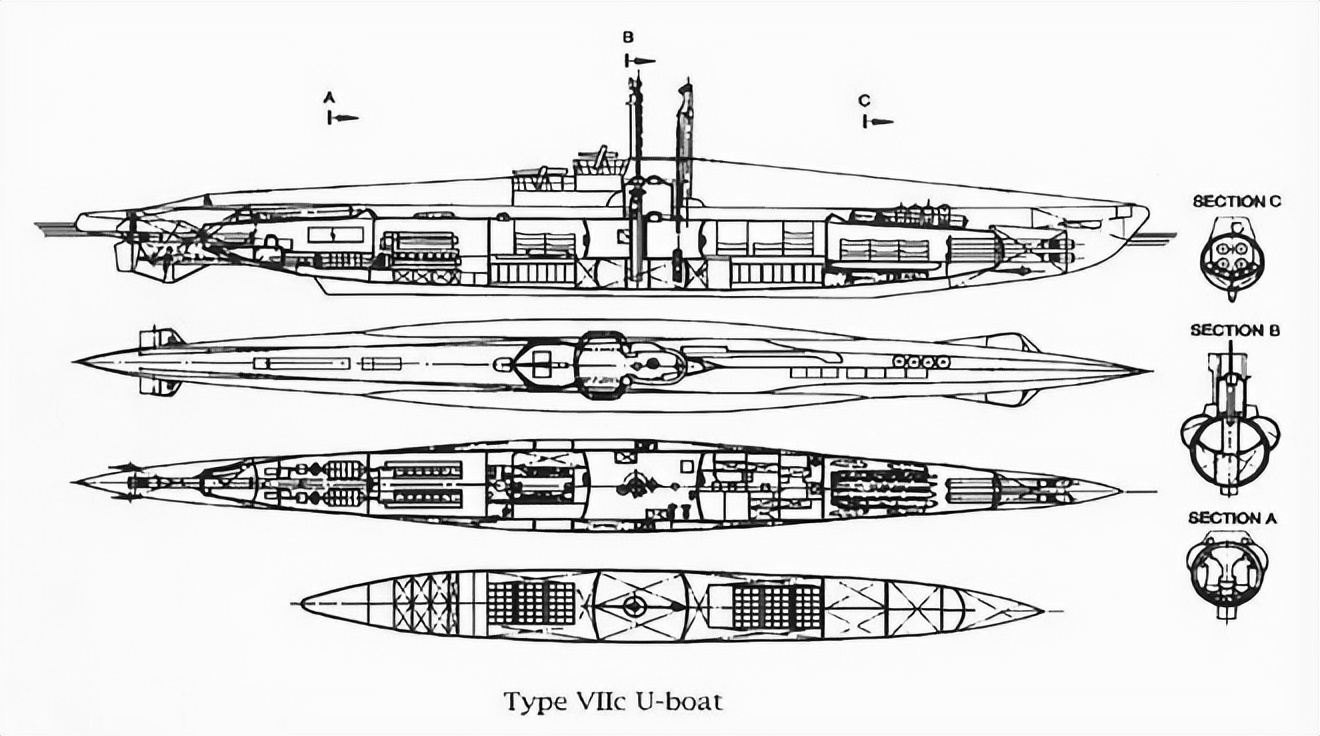
Sơ đồ các mặt cắt một tàu ngầm Type VIIC

Phân lớp VIIC của Tàu ngầm Type VII là một phiên bản VIIB được kéo dài thêm. Chúng có trọng lượng choán nước 769 t (757 tấn Anh) khi nổi và 871 t (857 tấn Anh) khi lặn). Con tàu có chiều dài chung 67,10 m (220 ft 2 in), lớp vỏ trong chịu áp lực dài 50,50 m (165 ft 8 in), mạn tàu rộng 6,20 m (20 ft 4 in), chiều cao 9,60 m (31 ft 6 in) và mớn nước 4,74 m (15 ft 7 in).
Chúng trang bị hai động cơ diesel Germaniawerft F46 siêu tăng áp 6-xy lanh 4 thì, tổng công suất 2.800–3.200 PS (2.100–2.400 kW; 2.800–3.200 bhp), dẫn động hai trục chân vịt đường kính 1,23 m (4,0 ft), cho phép đạt tốc độ tối đa 17,7 kn (32,8 km/h), và tầm hoạt động tối đa 8.500 nmi (15.700 km) khi đi tốc độ đường trường 10 kn (19 km/h). Khi đi ngầm dưới nước, chúng sử dụng hai động cơ/máy phát điện AEG GU 460/8–27 tổng công suất 750 PS (550 kW; 740 shp). Tốc độ tối đa khi lặn là 7,6 kn (14,1 km/h), và tầm hoạt động 80 nmi (150 km) ở tốc độ 4 kn (7,4 km/h). Con tàu có khả năng lặn sâu đến 230 m (750 ft).
Vũ khí trang bị có năm ống phóng ngư lôi 53,3 cm (21 in), bao gồm bốn ống trước mũi và một ống phía đuôi, và mang theo tổng cộng 14 quả ngư lôi, hoặc tối đa 22 quả thủy lôi TMA, hoặc 33 quả TMB. Tàu ngầm Type VIIC bố trí một hải pháo 8,8 cm SK C/35 cùng một pháo phòng không 2 cm (0,79 in) trên boong tàu. Thủy thủ đoàn bao gồm 4 sĩ quan và 40-56 thủy thủ.

### Chế tạo
U-270 được đặt hàng vào ngày 20 tháng 1, 1941, và được đặt lườn tại xưởng tàu của hãng Bremer-Vulkan-Vegesacker Werft ở Bremen vào ngày 15 tháng 10, 1941. Nó được hạ thủy vào ngày 11 tháng 7, 1942, và nhập biên chế cùng Hải quân Đức Quốc Xã vào ngày 5 tháng 9, 1942 dưới quyền chỉ huy của Hạm trưởng, Trung úy Hải quân Paul-Fredrich Otto.

## Lịch sử hoạt động

### 1943
Sau khi hoàn thành việc chạy thử máy và huấn luyện trong thành phần Chi hạm đội U-boat 8, U-270 được điều sang Chi hạm đội U-boat 6 từ ngày 1 tháng 4, 1943.

#### Chuyến tuần tra thứ nhất
U-270 khởi hành từ cảng Kiel vào ngày 23 tháng 3, 1943 cho chuyến tuần tra đầu tiên trong chiến tranh, tiến ra Bắc Hải, rồi băng qua khe GIUK giữa quần đảo Faroe và Iceland để hoạt động trong Bắc Đại Tây Dương về phía Đông Nam Greenland. Chiếc tàu ngầm không đánh chìm được mục tiêu nào, và ba thủy thủ lại bị thương vào ngày 4 tháng 4 do thời tiết xấu, trước khi nó kết thúc chuyến tuần tra và đi đến cảng St. Nazaire bên bờ biển Đại Tây Dương của Pháp đã bị Đức chiếm đóng, đến nơi vào ngày 15 tháng 5. St. Nazaire trở thành căn cứ hoạt động chủ lực của chiếc tàu ngầm trong suốt bốn chuyến tuần tra tiếp theo.

#### Chuyến tuần tra thứ hai
Xuất phát từ cảng St. Nazaire vào ngày [26 tháng 6]] cho chuyến tuần tra thứ hai, U-270 hoạt động trong vịnh Biscay và ngoài khơi bờ biển Tây Bắc Tây Ban Nha, trước khi quay về căn cứ vào ngày 2 tháng 7.

#### Chuyến tuần tra thứ ba
U-270 lại khởi hành từ cảng St. Nazaire vào ngày 7 tháng 9 cho chuyến tuần tra thứ ba, và hoạt động tại khu vực giữa Bắc Đại Tây Dương. Vào ngày 20 tháng 9, nó phóng một quả ngư lôi tấn công thành phần hộ tống của Đoàn tàu ON 202, đánh trúng và gây hư hại nặng cho chiếc HMS Lagan. Chiếc tàu frigate Anh tiếp tục nổi được và được đồng đội kéo về cảng, nhưng được xem là một tổn thất toàn bộ và bị tháo dỡ. Chỉ hai ngày sau đó, 22 tháng 9, ở giữa Đại TâyDương U-270 bị các tàu hộ tống một đoàn tàu vận tải tấn công bằng mìn sâu, khiến vỏ áp lực chiếc tàu ngầm bị nứt. Nó buộc phải hủy bỏ chuyến tuần tra và quay trở về căn cứ vào ngày 6 tháng 10.

#### Chuyến tuần tra thứ tư
Xuất phát từ cảng St. Nazaire vào ngày 8 tháng 12 cho chuyến tuần tra thứ tư, U-270 tiếp tục hoạt động tại khu vực giữa Đại Tây Dương. Tại đây vào ngày 6 tháng 1, 1944, nó bị một máy bay ném bom B-17 Flying Fortress thuộc Liên đội 206 Không quân Hoàng gia Anh (RAF) tấn công, thoạt tiên bằng súng máy, và sau đó với bốn quả mìn sâu. Chiếc B-17 bị bắn rơi ngay sau đó, khiến toàn bộ tám thành viên đội bay thiệt mạng, nhưng chiếc tàu ngầm cũng bị hư hại các ống phóng ngư lôi phía mũi, sonar và ắc-quy. U-270 buộc phải kết thúc chuyến tuần tra và quay trở về căn cứ vào ngày 17 tháng 1, 1944.

### 1944

#### Chuyến tuần tra thứ năm
Trong bối cảnh lực lượng Đồng Minh bắt đầu đổ bộ lên Normandy, U-270 lại khởi hành từ cảng St. Nazaire vào đúng ngày đổ bộ 6 tháng 6. Chiếc tàu ngầm bị hư hại sau đợt tấn công của một máy bay ném bom Vickers Wellington thuộc Liên đội 172 RAF trong vịnh Biscay, và bị buộc phải hủy bỏ chuyến tuần tra. Trên đường quay trở về căn cứ, nó lại bị một chiếc B-17 Flying Fortress thuộc Liên đội 53 RAF tấn công, nhưng hỏa lực phòng không của nó đã bắn rơi chiếc B-17 mà không chịu thêm hư hại. Nó về đến cảng Lorient vào ngày 17 tháng 6.

#### Chuyến tuần tra thứ sáu - Bị mất
U-270 khởi hành từ Lorient lần cuối cùng vào ngày 10 tháng 8 cho chuyến tuần tra thứ bảy. Trong vịnh Biscay ba ngày sau đó, nó bị một thủy phi cơ  Short Sunderland thuộc Liên đội 461 Australia thả mìn sâu đánh chìm ở vị trí về phía Tây La Rochelle, tại tọa độ 46°19′B 02°56′T / 46,317°B 2,933°T. Mười người đã thiệt mạng, và có 71 người khác sống sót được cứu vớt.

### "Bầy sói" tham gia
U-270 từng tham gia bảy bầy sói:
- Löwenherz (4 – 10 tháng 4, 1943)
- Lerche (10 – 16 tháng 4, 1943)
- Specht (21 tháng 4 – 4 tháng 5, 1943)
- Fink (4 – 5 tháng 5, 1943)
- Leuthen (15 – 23 tháng 9, 1943)
- Borkum (18 tháng 12, 1943 – 3 tháng 1, 1944)
- Borkum 1 (3 – 6 tháng 1, 1944)

### Tóm tắt chiến công
U-270 đã gây tổn thất toàn bộ cho một tàu chiến tải trọng 1.370 tấn:
| Ngày             | Tên tàu   | Quốc tịch              | Tải trọng | Số phận          |
| ---------------- | --------- | ---------------------- | --------- | ---------------- |
| 20 tháng 9, 1943 | HMS Lagan | Hải quân Hoàng gia Anh | 1.370     | Tổn thất toàn bộ |